# 에디밀송 페르난드스
에디밀송 페르난드스 히베이루(포르투갈어: Edimilson Fernandes Ribeiro, 1996년 4월 15일 ~ )는 스위스의 축구 선수이다. 그는 현재 스위스 슈퍼리그의 영 보이스에서 뛰고 있다.